# Marginal
Marginal avser inom typografin det tomma utrymme som omger en satsyta eller en bild på en tryckt sida. I regel är detta lika med avståndet mellan textsidans ytterkanter till själva satsytans kanter på vanliga boksidor, med endast löpande text.
Marginalen som är placerad längst upp på en textsidan benämns ofta sidhuvud, medan marginalen som är placerad längst ner på text sidan ofta benämns sidfot.